# Nokia 3555
Il Nokia 3555 è un telefonino prodotto dall'azienda finlandese Nokia.

## Caratteristiche
- Dimensioni: 100 x 44 x 21 mm
- Massa: 94  g
- Risoluzione display: 120 x 160 pixel a 262.144 colori
- Durata batteria in conversazione: 3 ore
- Durata batteria in standby: 240 ore (10 giorni)
- Bluetooth